# 프레드 스톨러
프레드 스톨러(Fred Stoller, 1958년 3월 19일 ~ )는 미국의 배우이자 희극인이다.